# Ian Morgan
Ian Arthur Morgan (født 14. november 1946 i London, England) er en engelsk tidligere fodboldspiller (kantspiller). 
Morgan repræsenterede henholdsvis Queens Park Rangers og Watford. Længst tid (ni sæsoner) tilbragte han hos Queens Park Rangers, som han vandt Liga Cuppen med i 1967.

## Titler
Football League Cup
- 1967 med Queens Park Rangers